# Camino Krk

Jakobsmuschelsymbol

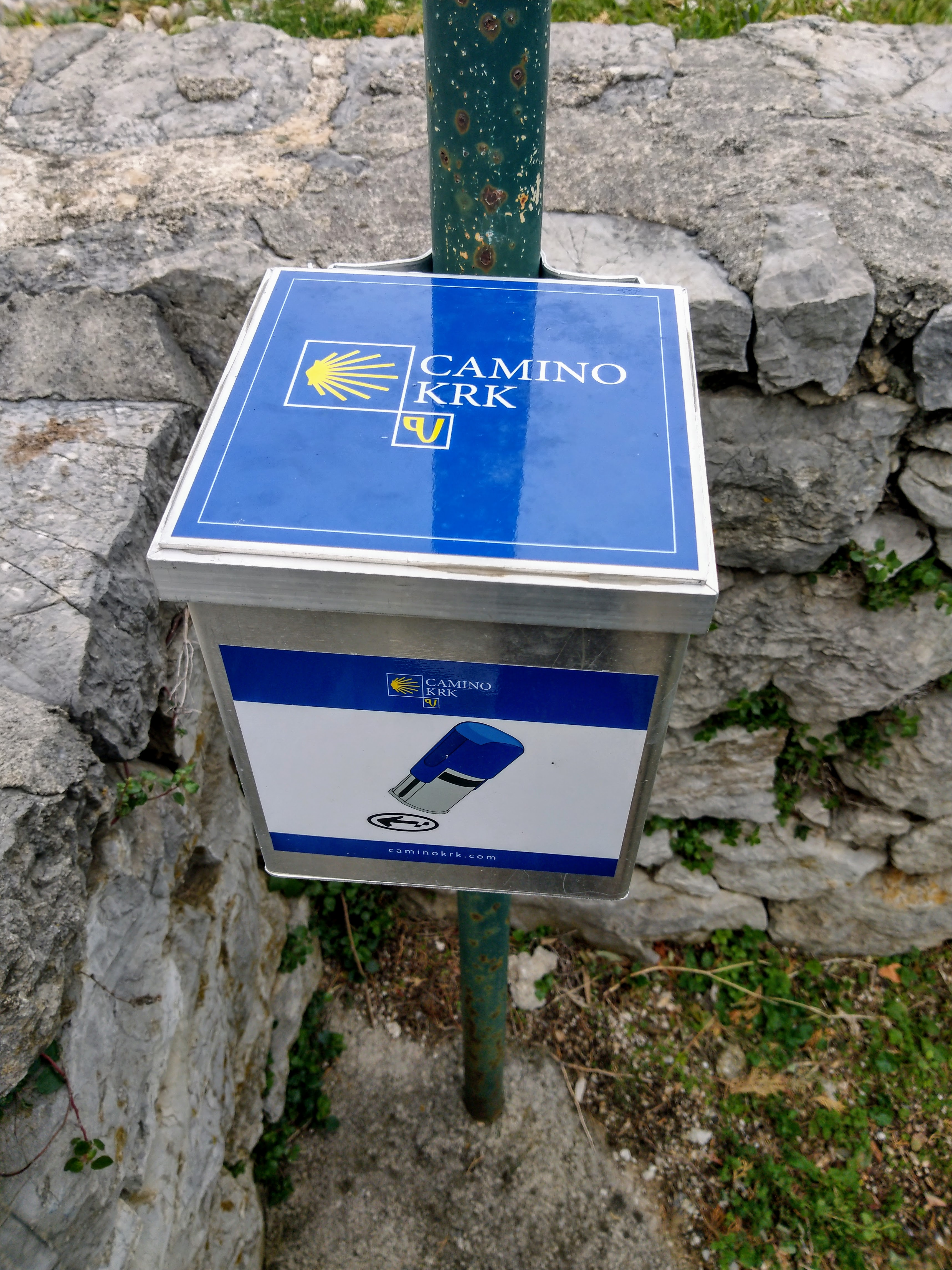
Ein Pilgerstempel des Camino Krk

Der Pilgerweg Camino Krk ist ein rund 156 Kilometer langes Teilstück des Camino Croatia. In Zusammenarbeit mit der kroatischen Bruderschaft  begann man 2019, die mittelalterlichen Pilgerwege der Insel Krk mit der Markierung des offiziellen kroatischen Caminoweges zu beschildern, mit dem Wunsch, Teil des europäischen Pilgerwegnetzes des Hl. Jakobus zu werden. Ausgeschildert ist der gesamte Wegverlauf mit dem Symbol der Jakobsmuschel. An insgesamt 27 Stellen entlang des Weges befinden sich Stationen zum Abstempeln seines Pilgerausweises. Erhältlich ist dieser z. B. in der Touristinfo in Krk.

## Verlauf
Unterteilt ist der Camino Krk in sieben etwa gleichlange Tagesetappen.

### Abschnitt eins von Krk nach Brzac
Nach dem Start in der Altstadt von Krk führt der Weg über den Platz Kamplin vorbei an der Kathedrale von Krk entlang historischer Bauwerke, wie der ehemaligen Residenz des Adelsgeschlechtes der Frankopanen. Durch das obere Stadttor gelangt man zu der Kirche Majka Božja und einem Kloster der Benediktiner. Über den Vela Placa und entlang der Hafenpromenade führt der Wegverlauf aus der Stadt in Richtung Vrh. Über die Bucht Vela Jana erreicht man nach 22,7 Kilometern das Tagesziel Brtac.  

### Abschnitt zwei von Brzac nach Malinska
Überwiegend durch bewaldetes Gebiet führt die zweite Tagesetappe über ein paar typische Inseldörfer, wie beispielsweise Glavotoc. Der nächste Abschnitt wird von zwei der größten und ältesten Eichen der Insel gekennzeichnet, auffallend sind ebenfalls ein paar meist kreisrunde karstartige Wasserlöcher, die teilweise mit Infotafeln gekennzeichnet sind. Der Küstenort Porat hat sich rund um ein Franziskanerkloster entwickelt, dessen Komplex heute auch ein Museum umfasst. Die zweite Etappe endet nach 22,9 Kilometern in Malinska.

### Abschnitt drei von Malinska nach Omišalj

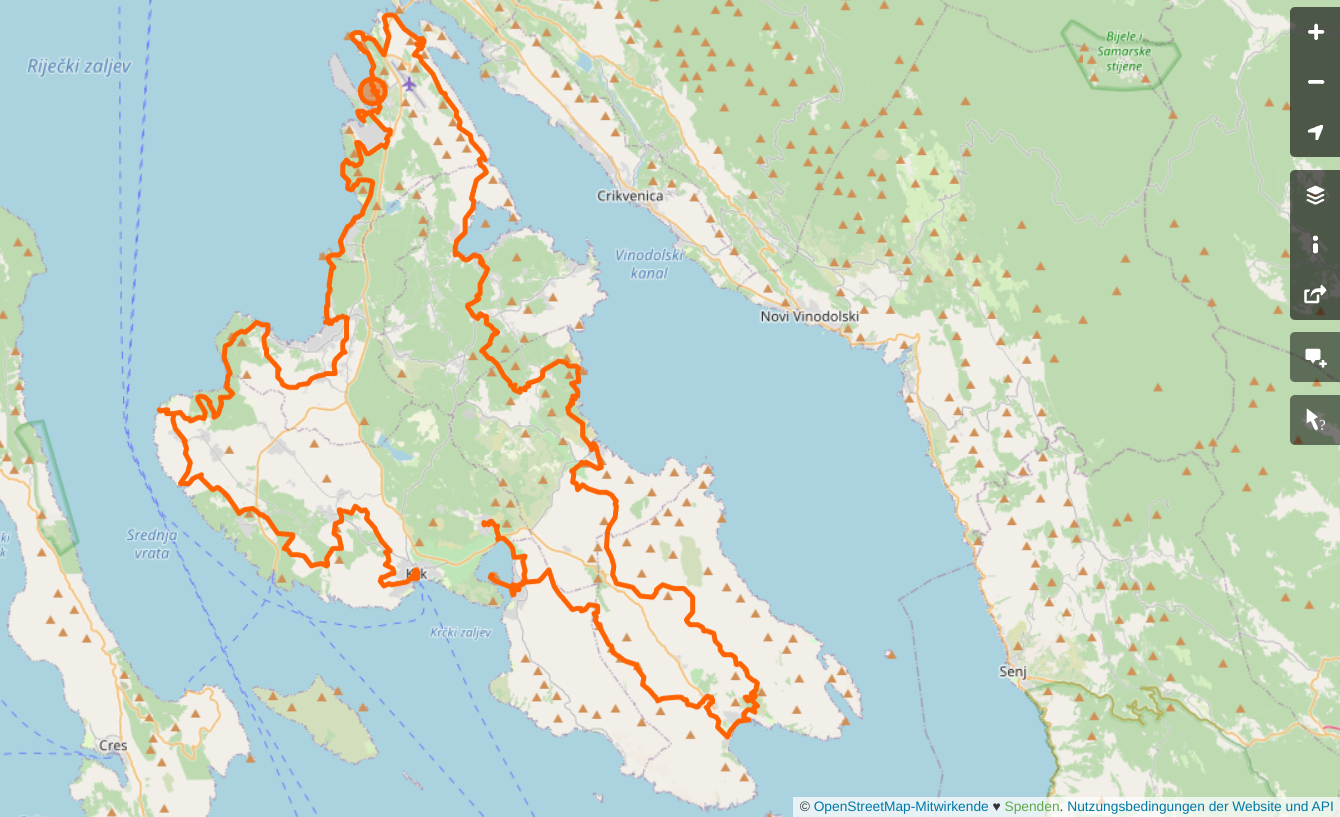
Karte des Camino Krk

Von Malinska bis zur Bucht Kijac führt eine Promenade, die Rajska Cesta (deutsch „Paradiesstraße“). Im weiteren Verlauf in Richtung Norden werden mehrere alte Siedlungsreste, die Überreste einer mittelalterlichen Burg sowie eine spätantike Festung passiert. Der dritte Abschnitt endet nach 19 Kilometern in Omišalj.

### Abschnitt vier von Omišalj nach Čižići
Zum Beginn des vierten Tages verläuft der Weg durch die grüne Oase von Omišalj. Stetig Richtung Norden verläuft der Pilgerweg anfangs noch stärker bewaldet entlang der Küste, später überwiegend mit spärlicher Vegetation bis unterhalb der Brücke. Direkt am Meer entlang führt der Pilgerweg nun in Richtung der Bucht Voz und der Halbinsel Vošćica. Entlang der felsigen Nordostküste der Insel, vorbei am Kanal von Vinodolski, führt der Weg zur Bucht Slivanjska. Zwischen dieser Bucht und dem Dorf Rudine befindet sich die Tropfsteinhöhle Biserujka. Durch Rudine führt die Pilgerreise, bereits auf dem Gebiet der Gemeinde Dobrinj, durch den Wald in Richtung des Dorfes Čižići. Der letzte Abschnitt des vierten Tages endet nach 21 Kilometern bei den Überresten der Kirche des Hl. Petrus.

### Abschnitt fünf von Čižići nach Vrbnik
Von Čižići aus vorbei gelangt man nach Soline. Oberhalb von Soline befindet sich eines der ältesten Dörfer von Krk, Dobrinj. Bei Sveti Vid Dobrinjski zweigt der Weg ab nach rechts, wo im weiteren Verlauf die Ruinen des Ortes Dolovo und das Kastel Gradec liegen. Nach dem Dorf Risika biegt die Straße wieder in Richtung Küste ab, wo sich in der Bucht Sveti Marek die Überreste der Kirche des Hl. Markus befinden. Teils über Küstenwege, teils auf Waldwegen, geht es weiter bis nach Vrbnik. Die Länge des fünften Abschnitts beträgt 21,6 Kilometer.

### Abschnitt sechs von Vrbnik nach Baška
In einem Weinanbaugebiet beginnt die 23,3 Kilometer lange sechste Etappe zur Quelle der Vela Rika in der Nähe der Klettergebiete Portafortuna. Durch ein felsiges Wandergebiet gelangt man zum sogenannten Mondplateau, das angesichts der kahlen Landschaft ohne Schatten einer felsigen Wüste oder der Oberfläche des Mondes ähnelt. Im Zentrum von Baška liegen die Pfarrkirche der Heiligen Dreifaltigkeit, die Kirche des Hl. Antonius von Padua und die Kapelle des Hl. Markus, unter der sich die Überreste einer monumentalen, frühchristlichen Basilika und eines Baptisteriums befinden.  

### Abschnitt sieben von Baška nach Kornić.
In Baška und Umgebung befindet sich der Glagolitische Pfad Baška. Er besteht aus mehreren Steindenkmälern, die an verschiedenen Stellen von Baška und Umgebung anzutreffen sind und Buchstaben aus der Glagoliza darstellen. 
Der weitere Aufstieg zur südwestlichen Hochebene führt zu den restaurierten Trockensteinmauern bei Lipica und weiter entlang über die über 500 Meter hohen Gipfel Obzova und Veli Vrh, von wo aus die Insel Košljun und Kornić deutlich sichtbar sind und die Richtung vorgeben. Punat, Zentrum der gleichnamigen Gemeinde, wird über einen mit Kreuzwegstationen angereicherten Weg betreten. Von Punat aus mit dem Taxiboot erreicht man die Klosterinsel Košljun, auf der sich neben einem Museum mit ethnografischen, archäologischen und sakralen Ausstellungsgegenständen eine Bibliothek mit mehr als 30.000 Titeln befindet. Der Weg zur letzten Station der Pilgerreise führt über die archäologische Stätte im Gebiet von Kanajt und die Überreste der dreigliedrigen Kirche des Hl. Donat. Die Länge der letzten Etappe beträgt 21,4 Kilometer. 
Als Rückweg von Kornić nach Krk empfiehlt sich der Put maslina (zu Deutsch „Olivenweg“).